# U-73号潜艇 (1915年)
陛下之73号潜艇是德意志帝国海军建造的UE-I型潜艇或称U艇的三号艇。它由但泽的帝国船厂承建，于1915年6月16日下水，至同年10月9日交付使用。U-73号是在第一次世界大战期间服役的329艘德国潜艇之一，曾参加过地中海潜艇战，主要负责布设水雷。在其九次巡逻中，共击沉86849总吨的18艘协约国或中立国船舶，其中包括在一战中沉没的最大型船舶——重达48158总吨的医疗船不列颠号；此外，它也击沉了排水量合计为28750吨的3艘敌对军舰，是继U-9号和U-21号之后，在一战期间击沉军舰总吨数第三高的德国U艇。1918年10月30日，U-73号在德军撤离普拉基地之前由其艇员自行凿沉。

## 设计
U-73号是德意志帝国海军潜艇局（U-Boot-Inspektion）于1914年底开发的UE级布雷潜艇（UE-I型）的三号艇，这是官方设计的第45号方案，计划具有更长的续航里程以及较短的工期。
U-73号为单壳体远洋潜艇，配有鞍形水柜。其全长为56.80米；舷宽5.90米，当中的耐压壳体宽为5米；有4.86米的吃水深度。其水上排水量为755吨，水下为832吨。艇只搭载有可在水上使用的两台奔驰六缸四冲程（S6 Ln型）柴油发动机，总功率为800匹公制馬力（588千瓦特）；以及可在水下使用的西门子-舒克特双电动发电机，总功率同样为800匹公制馬力（588千瓦特）。与其他远洋潜艇相比，它的机动性能较弱。这些发动机用以驱动双轴、每根轴各一个直径1.41米长的螺旋桨，从而使艇只在水上的最高速度达9.6節（17.8每小時），在水下的最高航速则为7.9節（14.6每小時）。艇只可以7節（13每小時）的速度在水上巡航7,880海里（14,590），或以4節（7.4每小時）的速度在水下巡航83海里（154）。它的潜航深度为50米。
U-73号的主要任务是布雷，舱内最多可搭载38枚水雷，它们是通过艇艉的两条弹射井道向后布设。因此，这不是一款用于发动鱼雷攻击的潜艇。然而，U-73号仍在左舷艏部和右舷艉部分别装备了一具鱼雷发射管用于自卫，并可携带合共4枚鱼雷。两具管道都位于耐压壳体外侧，因此只有在潜艇浮出水面时才能进行操纵和装填。此外，该艇在司令塔后方的艉部甲板上还装备有一门88毫米30倍径速射炮用于水面作战，自1918年起又替换为威力更大的105毫米45倍径速射炮。其标准船员编制为4名军官及28名水兵。

## 历史

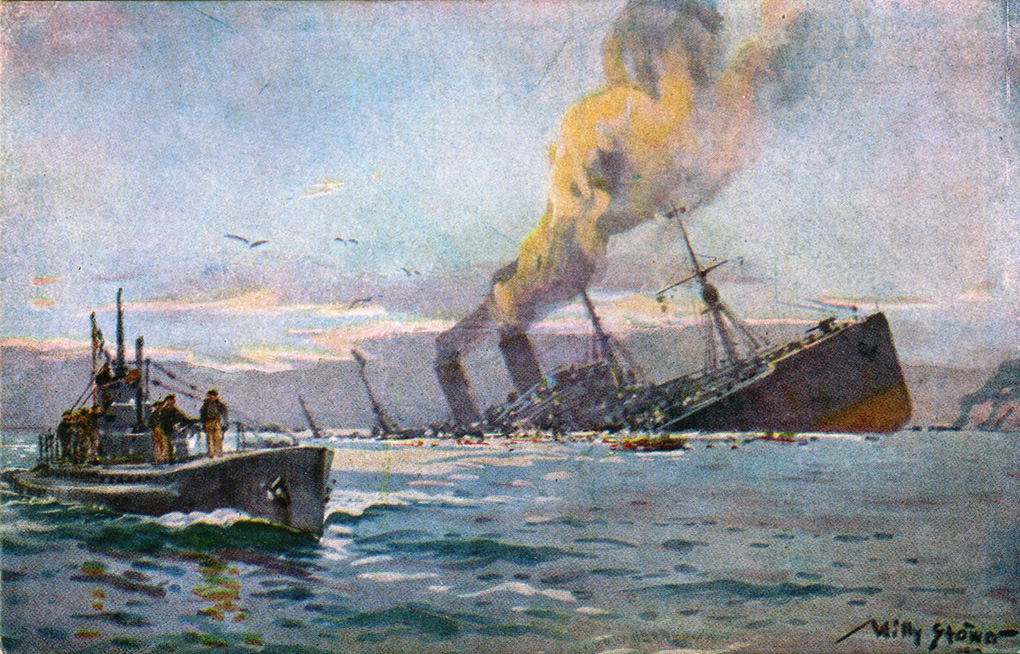
1917年的一张明信片，描绘了一艘德国潜艇在地中海击沉一艘运兵船的场景。诸如U-73号执行的同类任务为画家提供了素材

U-73号是由德意志帝国海军作为E项战时订单（Kriegsauftrag E）于1915年1月6日向但泽的帝国船厂订购，建造编号为29。艇只于1915年6月16日下水，至同年10月9日在首任艇长、海军上尉古斯塔夫·西斯的指挥下正式交付使用。在西斯之后，恩斯特·冯·福格特上尉（1917年5月22日－1918年1月15日）、卡尔·莫伊泽尔上尉（1918年1月16日－6月15日）、卡尔·宾特上尉（1918年6月16日－9月15日）和弗里茨·绍佩上尉（1918年9月16日－10月30日）也曾相继担任过U-73号艇长。除此之外，后来的神学家和抵抗斗士马丁·尼莫拉也曾于1916年2月至1917年1月在艇内担任副值更官；并在其所著的《从潜艇到讲坛》一书中描述了他在地中海布设水雷屏障的印象。
入役后，U-73号首先加入基尔海军学校，并在那里进行海试和船员培训直至1916年2月。之后，它被编入驻地中海的普拉潜艇区舰队（后改称地中海区舰队），并以盟友奥匈帝国的海军基地普拉作为母港。1916年4月，U-73号展开首次巡逻任务，启程从黑尔戈兰湾经直布罗陀海峡驶入地中海。
U-73号在第一次世界大战期间共完成包括布雷任务在内的九次巡逻，主要是在地中海东部。它共致沉了来自协约国或中立国的18艘民用船舶（含辅助军舰），容积总吨为86849吨。此外，3艘排水量合计为28750吨的敌对军舰也被U-73号布设的水雷击沉，使之成为继U-9号和U-21号之后，在一战期间击沉军舰总吨数第三高的德国U艇。1916年4月底，即从德国前往亚得里亚海的首次出航途中，时任艇长西斯便在马耳他岛的瓦莱塔格兰德港外围布下了一个由22枚水雷组成的雷区。英国战列舰罗素号（14000吨）于4月26日行经此处时触雷沉没，共造成124名水兵阵亡。同一天，英国单桅战船旱金莲号（1250总吨）和游艇艾古萨号（HMY Aegusa，1242总吨）也在这片海域遇难。
U-73号在地中海的布雷巡逻战功成就是空前绝后的。1916年10月，U-73号从普拉出航，先后在萨洛尼卡湾和雅典湾布设雷区，并以此炸沉了两艘希腊籍商船。11月21日，泰坦尼克号的姊妹船——容积总吨达48158吨英国医疗船不列颠号在行经爱琴海的凯阿海峡时，便撞上了U-73号刚布设不足一小时的水雷而沉没，造成约30人罹难。这是目前葬身海底的最大客轮，也是在一战期间沉没的最大船舶。几天前，即11月14日，容积总吨为12009吨的法国运兵船布迪加拉号也在同一海域被这样的水雷击沉。另一艘英国医疗船布雷马城堡号则是当月被U-73号布设的水雷炸伤。
1917年1月3日，俄国装甲巡洋舰佩列斯韦特号在通过苏伊士运河时，于塞得港外约10海里（19）处触发了两枚由U-73号布设的水雷而倾覆沉没。至此，已有多艘大型至超大型船舶被U-73号布设的水雷击沉。时任舰长西斯上尉也因此于1917年获颁一级铁十字勋章，1918年4月又获颁功勳勳章。然而，U-73号在1917年后便鲜有出航——它与同级的其它姊妹艇一样，都饱受故障频发的困扰。至战争后期，即德军从普拉军港撤离期间，已不具备航行能力的U-73号于1918年10月30日在时任艇长绍佩上尉的命令下，由其艇员自行凿沉。其沉没地点大致位于近岸的44°52′N 13°50′E / 44.867°N 13.833°E处。

## 袭击历史摘要

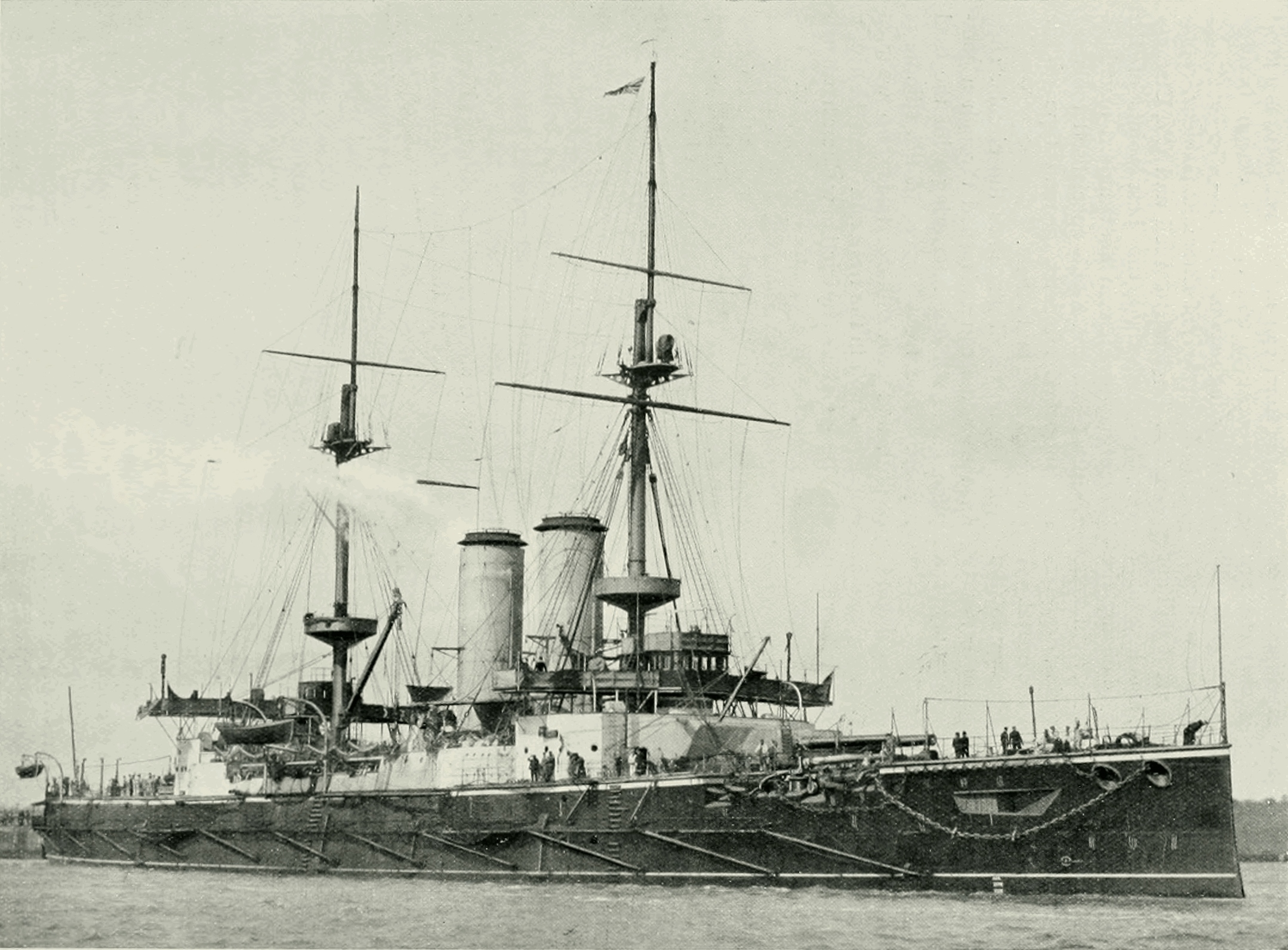
英国战列舰罗素号战列舰，沉没于1916年4月

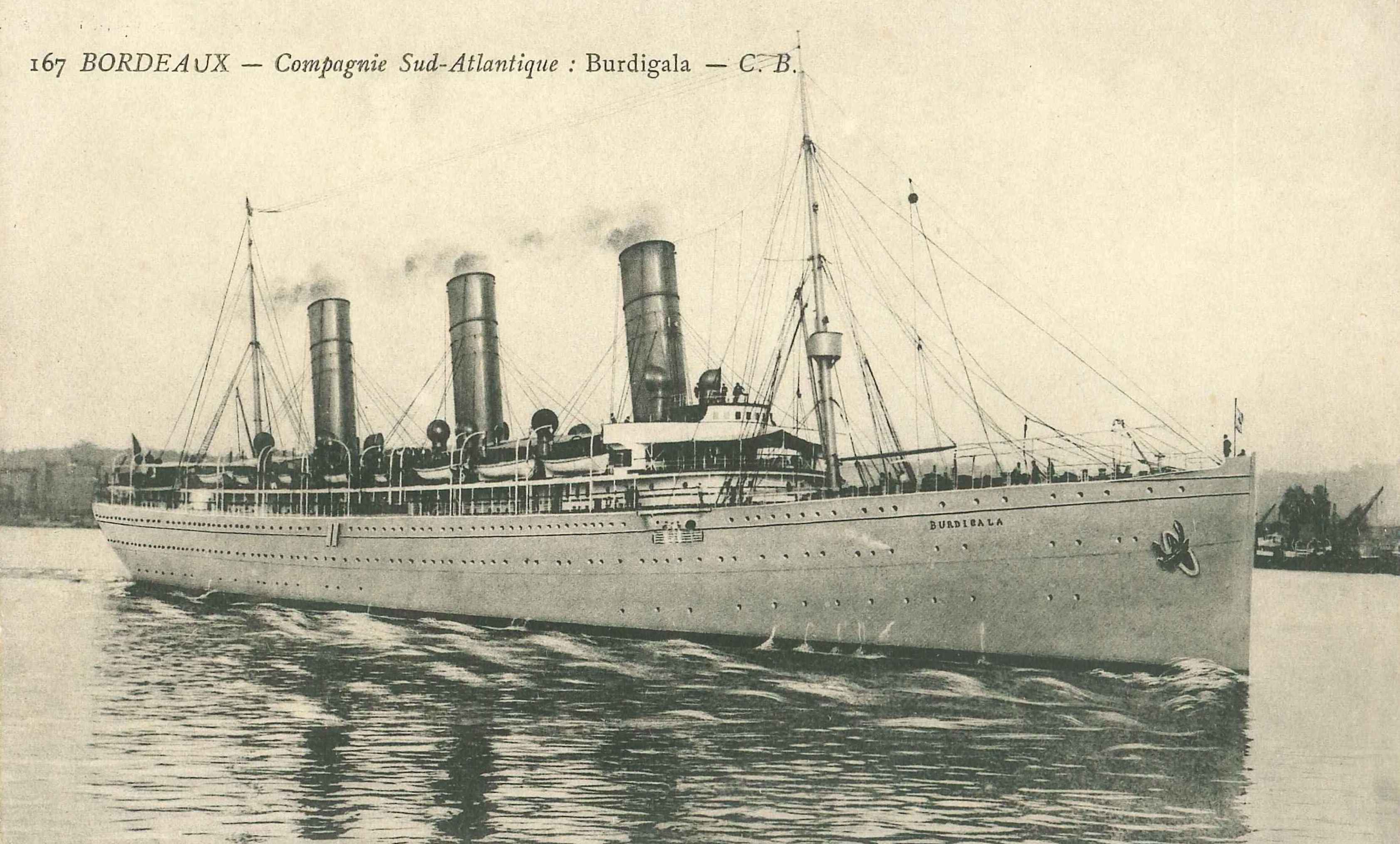
法国运兵船，沉没于1916年11月

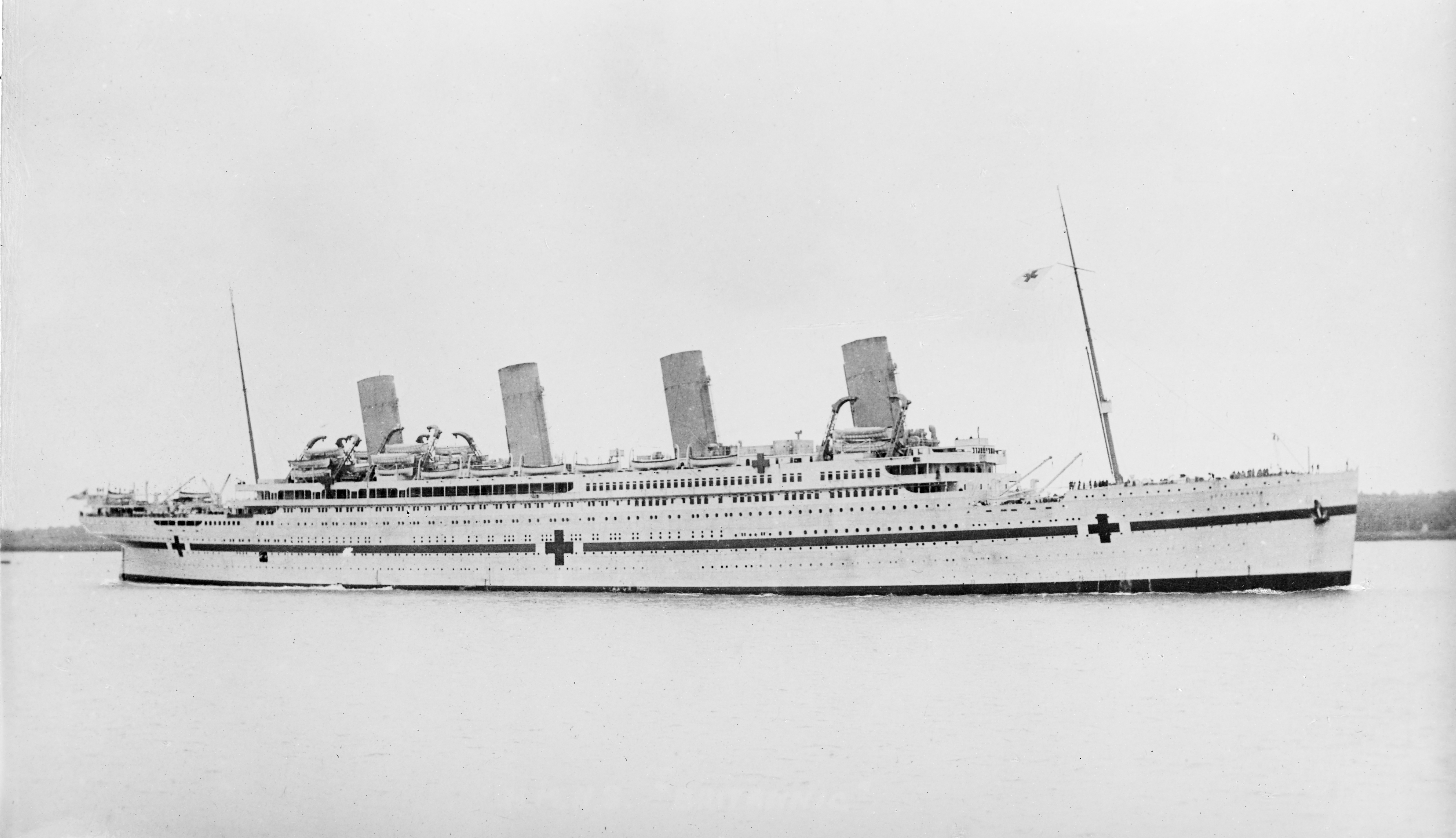
英国医疗船不列颠号，沉没于1916年11月

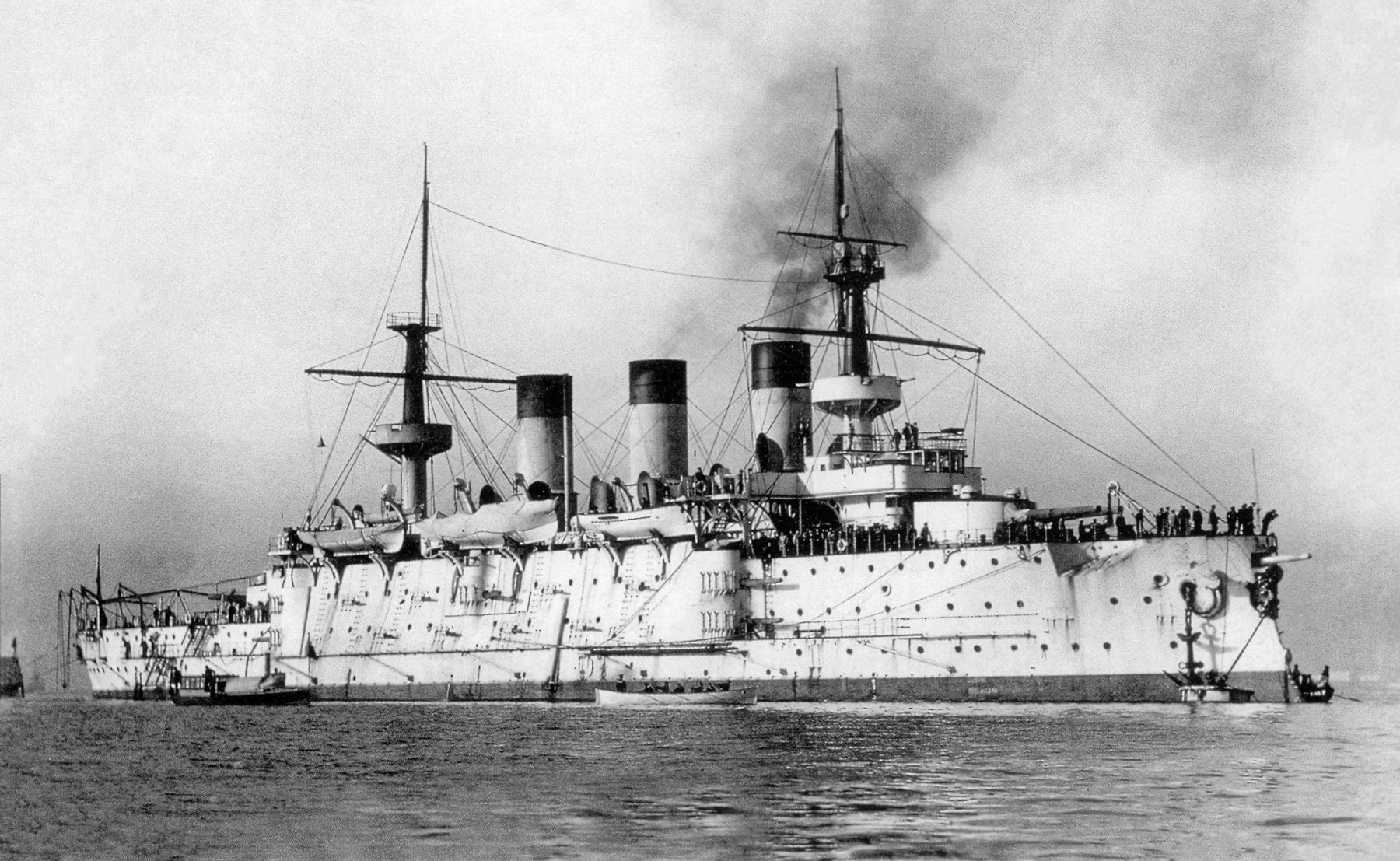
俄国装甲巡洋舰佩列斯韦特号，沉没于1917年1月

| 日期           | 船名            | 船籍           | 吨位  | 结局 |
| -------------- | --------------- | -------------- | ----- | ---- |
| 1916年4月11日  | 英弗利昂号      | 英国           | 1827  | 击沉 |
| 1916年4月17日  | 泰耶·维肯号     | 挪威           | 3579  | 击沉 |
| 1916年4月27日  | 旱金莲号        | 英國皇家海軍   | 1250  | 击沉 |
| 1916年4月27日  | 罗素号          | 英國皇家海軍   | 14000 | 击沉 |
| 1916年4月28日  | 艾古萨号        | 英國皇家海軍   | 1242  | 击沉 |
| 1916年5月4日   | 克朗辛号        | 英國皇家海軍   | 137   | 击沉 |
| 1916年8月3日   | 克拉克顿号      | 英國皇家海軍   | 820   | 击沉 |
| 1916年8月9日   | 洛伦佐·多纳托号 | 意大利         | 140   | 击沉 |
| 1916年10月24日 | 普罗庞蒂斯号    | 希腊           | 700   | 击沉 |
| 1916年10月31日 | 基基·伊萨亚号   | 希腊           | 2993  | 击沉 |
| 1916年11月14日 | 布迪加拉号      | 法國國家海軍   | 12009 | 击沉 |
| 1916年11月20日 | 斯佩齐亚号      | 希腊           | 788   | 击伤 |
| 1916年11月20日 | 斯巴达号        | 希腊           | 961   | 击伤 |
| 1916年11月21日 | 不列颠号        | 英國皇家海軍   | 48158 | 击沉 |
| 1916年11月23日 | 布雷马城堡号    | 英國皇家海軍   | 6318  | 击伤 |
| 1916年12月21日 | 骨螺号          | 英国           | 3564  | 击沉 |
| 1916年12月23日 | 蒂斯特莱本号    | 英国           | 4117  | 击沉 |
| 1917年1月4日   | 佩列斯韦特号    | 俄羅斯帝國海軍 | 13500 | 击沉 |
| 1917年3月12日  | 比尔斯伍德号    | 英国           | 3097  | 击沉 |
| 1917年9月29日  | R235号          | 法國           | 15    | 击沉 |
| 1917年9月30日  | 中洛锡安号      | 英国           | 1321  | 击沉 |
| 1917年9月30日  | 尼科洛萨号      | 希腊           | 50    | 击沉 |
| 1917年10月1日  | 卢多维科斯号    | 英国           | 50    | 击沉 |
| 1918年10月19日 | 阿尔梅里亚人号  | 英国           | 3030  | 击沉 |

## 脚注
1. 1 2 3  Gröner 1991，第10–11頁.
2. 1 2 3  Helgason, Guðmundur. . German and Austrian U-boats of World War I - Kaiserliche Marine - Uboat.net.   [2014-12-24].
3. 1 2  Helgason, Guðmundur. . German and Austrian U-boats of World War I - Kaiserliche Marine - Uboat.net.   [2014-12-24].
4. 1 2  Helgason, Guðmundur. . German and Austrian U-boats of World War I - Kaiserliche Marine - Uboat.net.   [2014-12-24].
5. 1 2  Helgason, Guðmundur. . German and Austrian U-boats of World War I - Kaiserliche Marine - Uboat.net.   [2014-12-24].
6. 1 2  Helgason, Guðmundur. . German and Austrian U-boats of World War I - Kaiserliche Marine - Uboat.net.   [2014-12-24].
7. ↑  Helgason, Guðmundur. . German and Austrian U-boats of World War I - Kaiserliche Marine - Uboat.net.   [2010-01-24].
8. ↑  Herzog，第48頁.
9. ↑  Herzog，第136頁.
10. ↑  Niemöller.
11. ↑  Herzog，第141頁.
12. ↑  Herzog，第123頁.
13. ↑  Herzog，第68頁.
14. 1 2  Herzog，第120頁.
15. ↑  Helgason, Guðmundur. . German and Austrian U-boats of World War I - Kaiserliche Marine - Uboat.net.   [2021-10-29].
16. 1 2  Herzog，第119頁.
17. ↑  Helgason, Guðmundur. . German and Austrian U-boats of World War I - Kaiserliche Marine - Uboat.net.   [2021-10-29].
18. ↑  Helgason, Guðmundur. . German and Austrian U-boats of World War I - Kaiserliche Marine - Uboat.net.   [2021-10-29].
19. ↑  Helgason, Guðmundur. . German and Austrian U-boats of World War I - Kaiserliche Marine - Uboat.net.   [2021-10-29].
20. ↑  Spencer, Carl. . Hospital Ship Britannic.   [2018-02-04]. （原始内容存档于2016-03-30）.
21. ↑  Helgason, Guðmundur. . German and Austrian U-boats of World War I - Kaiserliche Marine - Uboat.net.   [2021-10-29].
22. ↑  Herzog，第90頁.
23. ↑  Helgason, Guðmundur. . German and Austrian U-boats of World War I - Kaiserliche Marine - Uboat.net.   [2014-12-24].